# 泉佐野市立大木小学校
泉佐野市立大木小学校（いずみさのしりつ おおきしょうがっこう）は、大阪府泉佐野市にある公立小学校である。2018年（平成30年）5月現在の生徒数は51名となっている。

## 沿革
- 1875年（明治8年）3月 - 大木小学校創立。
- 1888年（明治21年）4月 - 大木簡易小学校となる。
- 1893年（明治26年）6月 - 泉南郡大木尋常小学校となる。
- 1941年（昭和16年）4月 - 泉南郡大木国民学校となる。
- 1947年（昭和22年）4月 - 大木村立大木小学校となる。
- 1954年（昭和29年）4月 - 泉佐野市立大木小学校となる。